# Peter Carington
Peter Alexander Rupert Carington (Londres, 6 de junio de 1919-9 de julio de 2018) fue un político británico del Partido Conservador, que ocupó el cargo de ministro de Asuntos Exteriores entre 1979 y 1982 y más tarde, el de sexto secretario general de la OTAN, entre 1984 y 1988.

## Biografía
Antes de iniciarse en política fue miembro del Ejército Británico, y alcanzó el rango de mayor en los Grenadier Guards. Era canciller de la Orden de la Jarretera.
Fue líder de la Cámara de los Lores entre 1963 y 1964. Ocupó además otros cargos como los de ministro de Energía y ministro de Defensa, entre 1970 y 1974, siendo primer ministro Edward Heath.

## Distinciones Honoríficas

Escudo de Armas de Peter Carington de la Orden de Carlos III

- Gran Cruz de la Orden de Carlos III (1988)
- Canciller

| Predecesor: Joseph Luns | Secretario General de la OTAN 1984-1988 | Sucesor: Manfred Wörner |